# Veseljuh
Veseljuh je nenaseljeni otočić u hrvatskom dijelu Jadranskog mora.
Nalazi se između otoka Lavse i otoka Piškere.
Njegova površina iznosi 0,014 km². Dužina obalne crte iznosi 0,53 km.